# Günther Schmidt (Ingenieur)

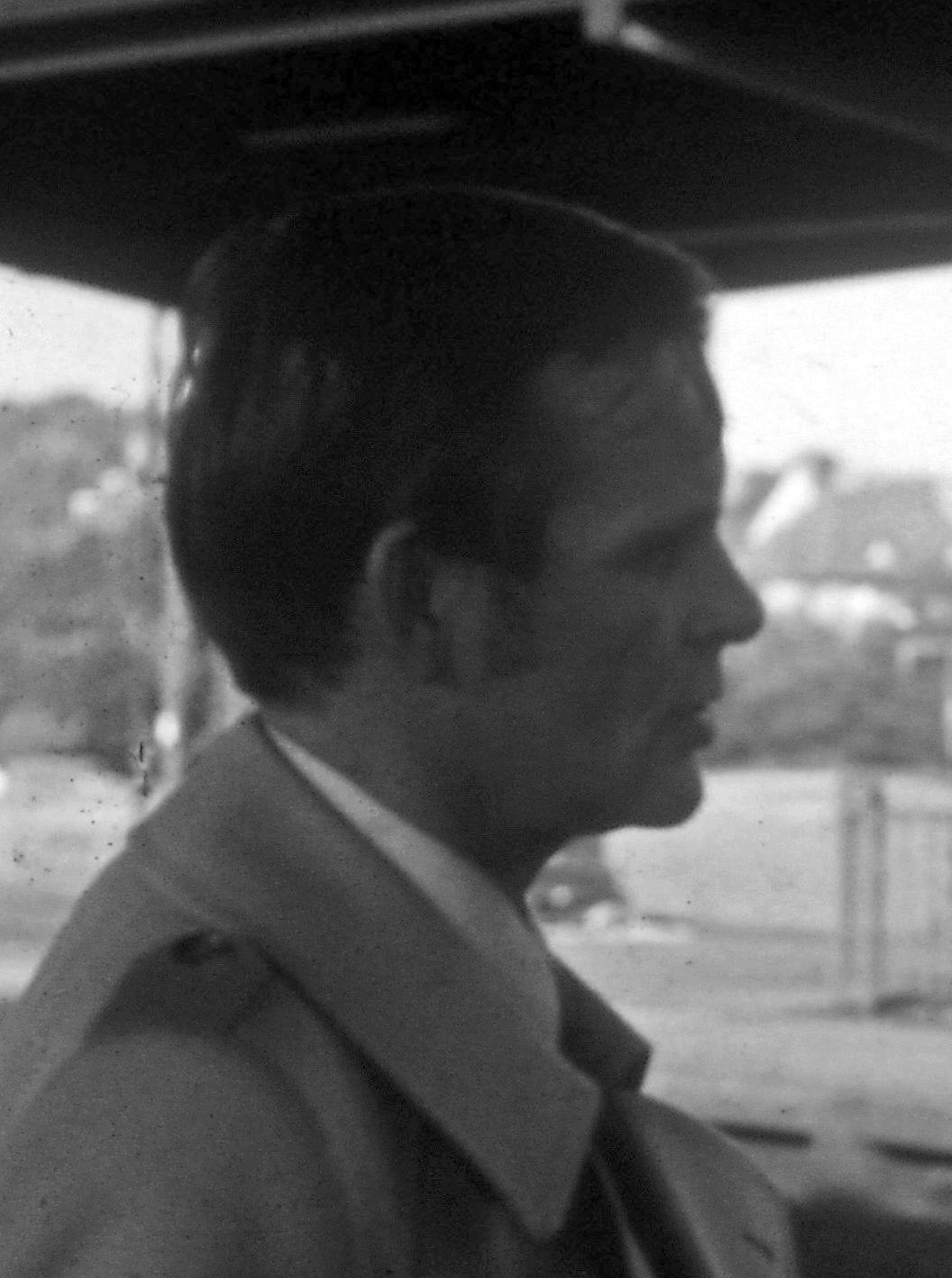
Professor Günther Schmidt bei einer Exkursion der TU München 1979

Günther Schmidt (* 31. März 1935 in Wiesbaden; † 11. Februar 2025) war ein deutscher Ingenieur und emeritierter Professor für Steuerungs- und Regelungstechnik an der Technischen Universität München.

## Leben und Wirken
Günther Schmidt studierte von 1955 bis 1960 Elektrotechnik mit den Schwerpunkten Nachrichtentechnik und Regelungstechnik an der TH Darmstadt. Als Diplomingenieur mit Prädikatsexamen wurde er dort wissenschaftlicher Mitarbeiter und Lehrbeauftragter am Institut für Regelungstechnik (Leiter: Winfried Oppelt). Seine frühen wissenschaftlichen Arbeiten betrafen Adaptive und Digitale Regelungssysteme. Mit einer Dissertation zur Theorie der Parameter-Empfindlichkeit und Robustheit von Regelungen wurde er 1966 mit Auszeichnung promoviert. 
Eine Einladung von Irmgard Flügge-Lotz führte ihn 1967 als Visiting Scholar zu einem einjährigen Forschungsaufenthalt an die Division of Engineering Mechanics der Stanford University. Zeitweise nahm er auch eine Gastprofessur für Digitale Regelungen an der Santa Clara University wahr. Basierend auf seinen wissenschaftlichen Arbeiten zur Optimalsteuerung von Fahr- und Flugzeugen wurde er 1968 Hauptabteilungsleiter für Flug- und Fahrzeugführung und später auch stellvertretender Leiter des Bereichs Elektronik beim Luft- und Raumfahrt-Unternehmen Dornier-Werke. Seine dortigen Forschungs- und Entwicklungsarbeiten betrafen u. a. den Senkrechtstarter Dornier Do 31, den unbemannten Aufklärungs-Hubschrauber Dornier Kiebitz und Elektronik-Systeme zur In-Flight-Pilotenschulung. 
Nach einem abgelehnten Ruf als o. Professor an die TH Graz folgte Schmidt 1971 einem Ruf als Ordinarius für Mess- und Regelungstechnik an die TU München. Neben seinen akademischen Aufgaben, der Förderung internationaler Forschungskooperationen, der Anregung und Mitarbeit an zahlreichen nationalen und europäischen Forschungsprojekten nahm Schmidt diverse Gastprofessuren wahr, war Mitglied in nationalen und internationalen Gremien, z. B. Deutsch-Französische Hochschule (DFH), und Herausgeber der Fachzeitschrift at – Automatisierungstechnik (1993–2002). Beratende Funktionen übte er als Mitglied von Vorständen und Aufsichtsräten verschiedener Wirtschafts- und Industrieunternehmen aus.

## Forschungsschwerpunkte
Seine am Institut für Steuerungs- und Regelungstechnik (LSR) der TU München bis über seine Emeritierung im Jahr 2003 hinaus – häufig in enger Kooperation mit internationalen Forschungsinstituten und Industriefirmen – durchgeführten Forschungs- und Entwicklungsarbeiten betrafen innovative Methoden sowie Hardware- und Software-Technologien zum Messen, Filtern, Steuern, Regeln (Bus basierte Leitsysteme, Diskrete (Fertigungs-)Prozesse, Automotive Regelung), die Automatisierung großer Systeme (Gas-Transport- und Verteilnetze, Fusionsreaktor ASDEX Upgrade, Verkehr auf Schnellstraßen), Mechatronik (hochpräzise Waagen, 3D-Laser-Kamera), Sensor geführte mobile Roboter (semi-autonome Serviceroboter MACROBE und ROMAN, Stereo-Kamera geführter Zweibein-Roboter I-JOHNNIE), Medizintechnik (Gang-Neuroprothese WALK!, medizinische Trainingssimulatoren), Telepräsenz und Teleaktion (Tele-Shopping, Tele-Bohren mit haptischem Feedback). Ergebnisse seiner sich über mehr als ein halbes Jahrhundert erstreckenden ingenieurwissenschaftlichen Tätigkeit sind durch Patente und 470 Veröffentlichungen belegt. Seine interdisziplinären Forschungsinteressen konzentrierten sich – in enger Verbindung mit der technischen Informationsverarbeitung – auf die Entwicklung von Methoden und Systemen der Steuerungs-, Regelungs- und Automatisierungstechnik und innovativen Anwendungen in Produktions- und Transportsystemen, Mechatronik, Robotik, Telepräsenz und Medizintechnik.

## Auszeichnungen
- IEEE Life Fellow, Institute of Electrical and Electronics Engineers, USA, 2006
- IROS Fellow, Intelligent Robots and Systems Board, Japan, 2005
- VDE-Ehrenring, höchste Auszeichnung des Verbands der Elektrotechnik Elektronik Informationstechnik e.V. (VDE), 2002
- Joseph G. Wohl Outstanding Career Award, Institute of Electric and Electronics Engineers (IEEE), USA, 1999
- Ehrendoktor (Dr.-Ing. E. h.) der Technischen Universität Darmstadt, 1999
- Professor of Robotics, Chinesisch-Deutsches Hochschulkolleg (CDHK), Tongji-Universität, Shanghai, VR China, 1998
- Postdoctoral Scholarship, Max Kade Foundation, New York, USA, 1967
- Preis des Rektors der TH Darmstadt für hervorragende Leistungen in der Diplomprüfung, 1960